# Pizzo Quadro (Alpi Ticinesi e del Verbano)
Il Pizzo Quadro (2.793 m s.l.m. - Sonnenhorn in tedesco; Sunnuhorä in walser formazzino) è una montagna delle Alpi Ticinesi e del Verbano nelle Alpi Lepontine.

## Descrizione
Si trova lungo il confine tra l'Italia (provincia del Verbano-Cusio-Ossola) e la Svizzera (Canton Ticino). Dal versante italiano la montagna domina la val Formazza; dal versante svizzero si affaccia sulla valle Maggia.